# Tethina horripilans
Tethina horripilans är en tvåvingeart som först beskrevs av Axel Leonard Melander 1952.  Tethina horripilans ingår i släktet Tethina och familjen Canacidae. Inga underarter finns listade i Catalogue of Life.